# Bve trainsim
Bve trainsim は、mackoy による鉄道運転シミュレーターのフリーウェアである。一般的に BVE(bve) や BVETS(bvets)と略される。

## 特色
mackoy による同ソフトの公開は2000年2月から始まり、様々な試行錯誤を経て現在に至る。画像処理などでは、独自のプログラムを用いた『電車でGO!』などの市販品に劣る部分もあるが、逆に一定の知識があれば一般ユーザーにも理解できるものであるために、ユーザーがプログラムに則った独自の鉄道路線を作ることができる。また、開発者自身もユーザーの路線作成の便宜を図る、様々なプログラムを作成した。例として、BVE 本体を起動せずに路線のプレビューが見られるプログラムや、車両の性能を操作できるプログラムなどがある。
これらが人気の大きな要因となり、多くのユーザーが様々な路線を作成し、インターネット上で公開するようになった。こうして BVE は、2003年あたりから鉄道ファンの中で知名度が徐々に上がっていった。

## 旧名称
旧称は「暴走ビューエクスプレス」（Boso View Express）であり、この名称はJR東日本255系電車の愛称である「Boso View Express」（房総ビューエクスプレス）の「房総」と「暴走」をもじったものである。
現在は、誤解を生みやすい、また英語表記ではどう発音されるか分からない、255系のイメージを悪くしてはいけないという理由で、「BVE Trainsim」「Bve trainsim」に名称統一されている。

## バージョンの変遷

### BVE Trainsim 1 以前
BVE 1 公開の4年程前から制作されていたが、この頃はまだ公開はされていなかった。1996年、N88-BASIC で制作されたのが始まり。まだこの当時は架線柱に見立てた枠が後ろに流れるだけのものであった。1997年に Quick BASIC に移行。1999年には VisualBasic で Windows に移植する。

### BVE Trainsim 1
（最終バージョン：1.22、2000年11月）
2000年2月に公開。BVE 2 以降とは違い、試験モードとフリーモードがある。また、ファイル形式が BVE 2 とは異なる。現在は公開されていない。

### BVE Trainsim 2
（最終バージョン：2.6、2004年3月）
2001年2月に BVE 1 のバージョンアップという形で公開された。路線ファイルやストラクチャファイルが新形式となった他、音声関連や車両の挙動関連など、多数の機能追加・改良がなされた。BVE 5 が公開された現在もダウンロード可能である。しかし、Direct3D の関係上、Windows Vista 以降では動作しないとされる。（所定の操作によりWindows Vista以降においても動作可能）

### BVE Trainsim 3
（ベータ版で公開停止）
2003年9月に試験公開されたバージョンである。しかし、抵抗制御の再現に失敗したため、1ヶ月も経たずに公開停止された。

### BVE Trainsim 4
（最終バージョン：4.2、2005年5月）
2005年1月10日に正式版が公開。保安装置をプラグイン化したことで自作が可能になり、私鉄の ATS や ATC が再現できるようになった（ATO による自動運転も可能）。また、計器とサウンドのコントロールもできるため、モニター装置などの別の用途も工夫次第で可能である。しかし、スペックの低い PC では動作が不完全な場合がある。現在もダウンロード可能である。しかし、
Direct3D の関係上、Windows Vista 以降では動作しない。（こちらもBVE 2と同様に所定の操作によりWindows Vista以降でも動作可能）
他の新機能は以下の通り。
- セクションと信号機を別々に定義
- Direct3D によるパネルの描画
- X形式をサポート（テクスチャは bmp のみ対応・アニメーションは非対応）

### Bve trainsim 5
（最終バージョン：5.8、2020年9月）
2008年7月10日に評価版が公開され、2011年9月5日に正式版が公開。このバージョンから、名称が「BVE Trainsim」から「Bve trainsim」に変更された。
BVE 4 以前で使用していた API が DirectX 10 でサポートされなくなり、Vista 以降での動作は基本的に出来なかったが、BVE 5 では別の API を使うことで DirectX 10 以降にも対応し、Windows Vista 以降でも動作するようになった。構文が一新され、以前のデータが一部を除き使用できなくなったため、BVE 2・4 用のシナリオを BVE 5 用に変換するコンバーターが公開されている。また、BVE 4 以前と比べ設定項目が高度化・複雑化しており、より再現性が向上した一方で、シナリオ制作の難易度も上がっている。
2020年9月23日にバージョン5.8が公開された。
Bve6と同等の機能が追加されている。
Bve 4 からの主な新機能
- 路線データ関連
  - 緩和曲線、縦曲線が再現される。
  - 25m に拘束されないストラクチャ配置が可能になる。
  - テクスチャにαチャンネルを使用した PNG が対応する。[注釈 3]
  - 他車両が動くようになる。Ver.im0.8から対応
  - 各軌道の軌間を個々に設定可能になる。Ver.5.3から対応
  - 他軌道の曲線補間が可能になる。Ver.5.3から対応
  - 変数と数式が使用可能になる。Ver.5.4から対応
  - 複数のマップファイルを参照できるようになる。Ver.5.4から対応
  - ランダム参照機能が実装される。Ver.5.4から対応
  - 距離程などの数値に小数が使用可能になる。Ver.5.4から対応
- 車両関連
  - 力行状態以外からの定速制御が可能になる[注釈 4]。
  - サウンドファイル（WAVファイル）のサンプリングレートが自由化される[注釈 5]。
  - ドアの閉まる時間が設定できるようになる[注釈 6]。
  - 電流計が実装される。片振り式はVer.5.1から対応
  - 抑速ノッチが実装される。Ver.5.2から対応[注釈 7]
  - マスコン・ブレーキ・レバーサーなどの文字列が定義可能になる。Ver.5.2から対応
  - モーター音の音源数・和音数などが無制限になる。Ver.5.3から対応[注釈 8]
  - 遅れ込め制御の想定摩擦係数を設定できるようになる。Ver.5.4から対応
  - 制輪子摩擦係数式が設定できるようになる。Ver.5.4から対応
  - 自動空気ブレーキに対応。Ver.5.5から対応
- その他
  - 起動時のウィンドウモードの解像度の設定が可能になる[注釈 9]。
  - 運転士の頭の揺れが再現される。Ver.5.3から対応
  - 運転指示メッセージが表示される。Ver.5.3から対応
  - 文字コードを自由に選択できるようになる。Ver.5.4から対応
  - 入力デバイスプラグインに対応する。Ver.5.4から対応

また、以下の機能が今後実装予定となっている。
- ワンマン運転[注釈 10]
- 車体傾斜装置（振り子）
- ストラクチャのアニメーション表示
- 自車両の表示

### BVE Trainsim 6
（最新バージョン：6.0、2020年9月）
2020年6月21日にリリース候補版が公開され、同年9月23日に正式版が公開された。
Bve 5 からの変更点
- 計器類を傾ける事ができる。
- 64bit化[注釈 11]

### バージョンごとの比較
ただし、上限数は現在の最新版の数とする。BVE 3 は省略。
| バージョン               | BVE 1     | BVE 2     | BVE 4          | Bve 5      | BVE 6      |
| ------------------------ | --------- | --------- | -------------- | ---------- | ---------- |
| 正式版公開年月           | 2000年2月 | 2001年2月 | 2005年5月      | 2011年9月  | 2020年9月  |
| 最終・最新バージョン     | 1.22      | 2.6       | 4.2            | 5.8        | 6.0        |
| 現在のダウンロード       | 不可      | 可能      | 可能           | 可能       | 可能       |
| 路線ファイル形式         | rw        | csv･rw    | csv            | txt(map)   | txt(map)   |
| 対応ストラクチャ         | b3d       | csv･b3d   | X(bmp)･csv･b3d | X(png･bmp) | X(png･bmp) |
| ストラクチャ数制限       | 256       | 65536     | 65536          | 制限撤廃   | 制限撤廃   |
| ストラクチャ配置間隔制限 | 25m       | 25m       | 25m            | 制限撤廃   | 制限撤廃   |
| 最大解像度               | 640×480   | 640×480   | 1024×768       | 制限なし   | 制限なし   |
| 最大描画距離             | 600m      | 600m      | 600m           | 10000m     | 10000m     |
| 最低描画距離             | 200m      | 200m      | 200m           | 400m       | 400m       |
| 独自保安装置プラグイン   | 使用不可  | 使用不可  | 使用可         | 使用可     | 使用可     |

1. ↑  拡張子はファイル自体がテキストファイルとファイルヘッダーが正しければ何であっても問題ない
2. ↑  b3d と csv 形式に関しては独自形式である。X形式は Direct3D の標準形式であり、モデリングソフトなどで作成可能
3. ↑  BVE 5 では基本的に上限や制限などは撤廃され製作の自由度が向上した
4. ↑  例えば、滑らかな曲線を再現するために、従来はカーブレールを作成していたが、BVE 5 では 25m 制限が廃止されたため、5m の直線レールなどで再現ができる
5. ↑  モニタ解像度に対応するためフルHD以上の解像度にも対応するが、あまり大きすぎると処理にかかる負担が増大する
6. ↑  作成するにはプログラミングの知識が必要になる。また、プラグインはネット上でも公開されている
7. ↑  BVE6は64ビットアプリケーションの特性上64ビットでビルドされている必要がある。またBVE4/BVE5用プラグインは使用出来ない。

## 評価
これまで市販されてきた多くの鉄道運転シミュレーターは煩瑣な運転規則などを省き、多くのユーザーに受け入れられるよう娯楽性の向上を目指していた。特に『電車でGO!』はその傾向が強く、多くの鉄道好きや一般ユーザーの心をつかみ、2000年前後の大ヒットの大きな理由となった。
しかしながら、Bve trainsim の開発者である mackoy は『電車でGO!』が採用していたテクスチャ付きのグラフィックには憧れていたものの、現実の運転規則と大きく異なる点が数多くあることに対しては不満を抱いていた。そこで BVE は、実際の鉄道車両運行上のルールをプログラム上、できる限り再現することで、リアリティーの高い運転環境のシミュレートを目指し、ある程度、実現に成功した。また、路線データを製作・配布できるのがソフトの発売元のみに限定されている市販のソフトと異なり、BVE の場合は各ユーザーが自分でデータを製作・配布することができる。それにより、ユーザーが積極的に自分の好きな路線を作成して、インターネット上で公開するようになった。また、ユーザー同士の路線作成手法の交換や、各人が作成した路線の品評なども各種電子掲示板などを通じて盛んに行われるようになった。BVE は単なるゲームにとどまらず、ネット上で一大コミュニティーを築き上げた。

## 動作上の問題点
一部の PC では動作が不完全な場合もある。スペックによっては路線データそのものが読み込めない場合、グラフィックボード等の相性やスペックの問題からオブジェクトや画像が透過されない場合がある。また、DirectX 10 対応の一部のグラフィックボードでもオブジェクトが透過されない場合がある。
また、Windows Vista、Windows 7、Windows 8、Windows 10 では OS 本体に内蔵されている Direct3D の仕様上、BVE 2・4 は動作不可能となっている。